# У степу
У степу (рос. В степи) — радянський художній фільм 1950 року, знятий режисером Борисом Бунеєвим і Анатолієм Ульянцевим.

## Сюжет
Піонер Сергій Ємельянов, раніше ніколи не бував в степу, приїжджає з батьком-шофером, на збирання врожаю. Його ранні уявлення про колгоспне життя, як про щось жахливо нудне і непотрібне, під враженням виконаної роботи змінюються — і хлопчик з великим сумом розлучається зі степом і природою, яку полюбив на все життя…

## У ролях
- Борис Єлісєєв — Серьожа
- Андрій Тарасов — Яша
- Наталія Защипіна — Оля
- Володимир Феоктистов — Женя
- Анатолій Кербі — Сеня
- Юрій Кононов — Альоша
- Марк Бернес — Ємельянов, батько Сергія
- Всеволод Санаєв — Тужиков, секретар райкому
- Павло Волков — Онисим Іванович, голова колгоспу
- Юрій Саранцев — Коля Семенов, комсорг
- Валентина Телегіна — тітка Нюся
- Катерина Савінова — комбайнер (немає в титрах)
- Георгій Мілляр — водовоз (немає в титрах)

## Знімальна група
- Режисери: Борис Бунеєв, Анатолій Ульянцев
- Автори сценарію: Олександр Галич, Петро Павленко
- Оператор: Леонід Дульцев
- Художник: Давид Вінницький
- Композитор: Анатолій Лепін
- Тексти пісень: Олександр Галич
- Звукорежисер: Дмитро Белевич